# Soho Square
Soho Square je náměstí v londýnské čtvrti Soho v obvodu Westminster. V jeho centru se nachází park založený již roku 1681. Ve středu parku je umístěn zvláštní dřevěný altán v němž jsou během léta pořádány koncerty.
Oblast okolo Soho Square je považována za nejprestižnější (a také nejdražší) adresu v Londýně pro média. Na náměstí sídlí několik významných filmových, televizních a sportovních společností včetně British Board of Film Classification, Football Association, 20th Century Fox, Bloomsbury Publishing Plc, International Creative Management, Paul McCartney (MPL), Relevant Picture Company, Tiger Aspect Productions a Really Useful Group. Nachází se zde také mnoho obchodů, klubů, barů a také dva kostely.
Náměstí bylo vybudováno v 70. letech 17. století a zpočátku to bylo jedno z nejmódnějších míst v Londýně. Původně se jmenovalo po Karlu II., jehož socha stojí na náměstí, King's Square.
Na Soho Square se dochovaly dva původní domy číslo 10 a 15.
V čísle 8 a 9 stojí kostel francouzské protestantské církve postavený v letech 1891 až 1893.